# Maurino Magalhães de Lima
Maurino Magalhães de Lima (Vila de Itabaiana, município de Mucurici, Espírito Santo - 6 de março de 1958) é um líder comunitário e político brasileiro, filiado ao Partido Liberal (PL). Foi prefeito de Marabá.

## Biografia
Maurino Magalhães é filho de Sebastião Martins Lima e Perciliana Magalhães de Brito. Natural do Espírito Santo, era agricultor quando jovem.
Já em Marabá se envolveu em causas sociais, e em 1983 foi eleito presidente da Associação de Moradores de Morada Nova.
É pai de nove filhos: Mauro Sérgio, Delmacio Lima, Rafael Lima, Maurino Filho, Wlisses Lima, Ane Beatriz, Wiliam Lima, Emanuel Lima e Emanuelle Lima.

## Experiência política
Foi eleito vereador por cinco vezes consecutivas, sendo legislador municipal de 1989 a 2009. Na eleição de 2004, foi eleito vereador, e indicado ao cargo de presidente da Câmara de Vereadores de Marabá, para assumir no início da legislatura seguinte. Em 2005, em virtude de cassação do mandato de Sebastião Miranda, foi por quase nove meses prefeito interino de Marabá.
Em 2007 lança-se candidato à prefeito, fazendo oposição ao governo de Sebastião Miranda. Nas eleições municipais no Brasil em 2008 foi eleito prefeito de Marabá pelo Partido da República em primeiro turno com 49,79%, totalizando 45.963 votos.
Em 2012 tentou a reeleição ao cargo de prefeito de Marabá, no entanto, além de sofrer cassação de candidatura durante o processo eleitoral, a má avaliação de sua gestão a frente do executivo tirou-o da disputa principal, terminando em quinto lugar no escrutíneo, perdendo desta forma o pleito.

### Vereador
Eleito em cinco legislaturas, primeiro em 1988, depois em 1992, 1996, 2000 e 2004, ao assumir com presidente da Câmara dos Vereadores, o até então prefeito Tião Miranda é cassado por compra de votos, e Maurino assume a prefeitura interinamente por aproximadamente nove meses, de 21 de janeiro de 2005, logo sendo empossado prefeito interino (tomou posse oficialmente em 20 de abril de 2005), até 8 de outubro de 2005. Então o prefeito cassado Tião Miranda consegue uma liminar contra o processo de cassação e retorna à prefeitura.

### Prefeito de Marabá
Devido à boa avaliação popular que teve ao final da administração de interino, Maurino então passa a ser indicado como possível pré-candidato. E na corrida eleitoral de 2008 aparece como principal candidato a prefeitura concorrendo com João Salame (Candidato do então prefeito Tião Miranda), Bernadete Ten Caten e Félix Urano (Tibirica). Maurino elege-se prefeito de Marabá com 49,79% dos votos.

#### Gestão na prefeitura
Maurino iniciou sua gestão com avaliação muito positiva, ainda reflexo de sua gestão como interino em 2005. Entretanto com o desenvolver de sua gestão - provavelmente estando aquém do esperado pela população -, sua avaliação positiva caiu substancialmente, sendo um dos prefeitos mais mal avaliados desde a redemocratização em Marabá.
Sua obra de maior destaque foi a duplicação do trecho urbano da Rodovia Transamazônica em Marabá. A obra foi feita em parceria com o governo federal.
Sua gestão também foi marcada pela grande expectativa gerada em torno de grandes projetos logísticos, energéticos e sídero-metalúrgicos que se instalariam em Marabá. De fato alguns dos projetos se concretizaram, entretanto outros como a Alpa/Aline (metalúrgicas), o Gasoduto Marabá-Açailândia e o Porto de Marabá (juntamente com a Hidrovia Tocantins-Araguaia), geraram forte especulação, mas foram paralisados ou abandonados. A especulação, além de super inflacionar os preços de alimentos, transportes e moradias, levou o município a uma forte recessão econômica nos anos de 2011 e 2012, registrando uma queda abrupta de arrecadação, e por consequência do PIB.
Maurino optou por uma política fiscal arriscada durante sua gestão, aumentando o quadro do funcionalismo público e investindo fortemente em obras no município, mesmo com a recessão de 2011/2012. Esta política levou a prefeitura a enfrentar o maior abismo fiscal de sua história durante o ano de 2012. O funcionalismo sofreu com cortes e suspensão de salários e benefícios, convênios não foram cumpridos, e obras foram paralisadas mesmo sem sua conclusão. A política acabou levando o muncípio a uma recessão econômica ainda mais profunda em 2012.

#### Processos e afastamentos
Desde quando assumiu a prefeitura Maurino foi investigado pela formação de caixa dois, durante sua campanha eleitoral de 2008. A suspeita de captação de recursos fora do que foi apresentando como receita à Justiça Eleitoral, com doações e repasse de fundo partidário no valor de R$ 814.624,00. A principal fonte da denúncia seria o empresário Abimael Barbosa da Rocha, de Parauapebas.
Mesmo sendo inocentado das acusações de caixa dois, foi por cinco vezes afastado de suas funções de prefeito, a maioria delas justificando improbidade administrativa

#### Premiado no exterior
Maurino Magalhães teve seu trabalho reconhecido internacionalmente ao ser convidado, e participar da feira Urbantec -1st International Cologne Megacities Conference', que aconteceu entre os dias 24 e 26 de outubro de 2011 na cidade alemã de Colônia. O prefeito recebeu um certificado apontando Marabá entre as 300 cidades mais dinâmicas economicamente do mundo, e um diploma relativo a seu trabalho de reestruturação do aterro sanitário municipal.